# Tanri Abeng
Tanri Abeng (Islas Selayar, 7 de marzo de 1942 – Yakarta, 23 de junio de 2024) fue un político indonesio. Miembro de Golkar, se desempeñó como Ministro de Utilización de Empresas Estatales desde 1998 hasta 1999.

## Biografía
Tanri Abeng nació en una familia de escasos recursos, y desde temprana edad mostró compromiso con sus estudios y buscó oportunidades para generar ingresos, fue seleccionado como estudiante del programa de intercambio del American Field Service. Continuó sus estudios en la Universidad Hasanudin mientras trabajaba para una empresa exportadora y enseñaba inglés en una escuela secundaria.Durante su período estudiantil, obtuvo una beca para cursar una Maestría en Administración de Empresas en la Universidad Estatal de Nueva York, Estados Unidos. Después de graduarse en MBA, se unió a Union Carbide donde comenzó como aprendiz de gestión en Estados Unidos. En poco tiempo, ascendió a director de asuntos financieros y secretario de la empresa.
En 1991, Tanri Abeng ingresó a la política, representando a Golkar en la Asamblea Consultiva del Pueblo (MPR). En 1998, el presidente Suharto lo designó Ministro de Estado para la Utilización de Empresas Estatales en el VII Gabinete de Desarrollo. Continuó en el mismo cargo en el Gabinete de Reforma del Desarrollo bajo la presidencia de Habibie. En 2004, fue nombrado Comisario Presidente del PT. Telkom Indonesia. En 2010, Abeng completó su doctorado en Ciencias Multidisciplinarias en la Universidad Gadjah Mada (UGM).
Después de más de cuatro décadas de trabajo en empresas multinacionales y en el gobierno, fundó en 2011 la Universidad Tanri Abeng, ubicada en Ulujami, Pesanggrahan, al sur de Yakarta. Según su relato, financió la construcción del campus con la venta del Hotel Aryaduta, propiedad que compartía con James Riady (propietario del Grupo Lippo), en 1995 en Makassar.
A principios de 2012, se desempeñó como director ejecutivo de OSO Group, en sustitución de su fundador, Oesman Sapta Odang. OSO Group opera en sectores como minería, plantaciones, transporte, propiedad y hotelería.
Abeng murió en Yakarta el 23 de junio de 2024, a los 82 años.